# 神原孝
神原 孝（かんばら たかし、 1967年7月27日 - ）は、日本のテレビプロデューサー。フジクリエイティブコーポレーション（FCC）執行役員。広島県出身。

## 来歴・人物
筑波大学附属駒場高等学校、中央大学法学部卒業後、1991年入社、王東順や港浩一のもとで修業を積む。王にとってはフジテレビ在籍時最後の直属のADであった。
「とんねるずのみなさんのおかげでした」ディレクター時代に野猿が結成され、そのダンサーとなるが、野猿第1回ファン人気投票で最下位だった為にメンバーを降板（実情は、フジ社員の身分での活動に限界があったと後年に説明）した後、「ほんとのうたばん」などのコーナーを担当することに。以後、同番組とは野猿2曲目「叫び」までの付き合いとなった。
「クイズ!ヘキサゴンII」の演出兼プロデューサーとして、羞恥心をはじめとするヘキサゴンファミリーに携わった。ちなみにアラジンのメンバーからは「パパ」等と呼ばれ親しまれていた。番組終了から10年後の2021年には、YouTube上で"同窓会"と題した生配信を実施。
2011年には『日清食品 THE MANZAI』を企画。『M-1グランプリ』が2010年の第10回で一旦終了したことから、「M-1が終わり、漫才師が死んでしまうではないか。漫才という上方文化の灯を消さないためにも、僕らテレビマンが『箱』を与えてあげなくてはいけない」という思いから、プロ・アマ問わず参加できた『M-1』とは違い、『THE MANZAI』の出場資格をプロの芸人に限定した。
2012年6月28日付で編成制作局バラエティ制作センター制作担当部長から総合メディア開発ライツ事業部長に異動、2013年6月の総合メディア開発改組でコンテンツ事業局コンテンツ開発センターライツ事業部長となる。2014年6月、FCCに出向。
「アイドリング!!!」には、放送開始の2006年よりチーフプロデューサーとして携わるが、途中番組から離れた時期があり、2011年の「アイドリング!!!祝5周年ここまでング!!!ング!!!言わせてくれてありがとうング!!!SP」ではバラエティ制作センター制作担当部長として5周年お祝いコメントを寄せていた。2013年1月から制作として番組に復帰。同年7月から前任の門澤清太に代わり総合プロデューサー（番組クレジットの肩書きは「制作」のままだが、番組内では「神原プロデューサー」と呼ばれていた）に就任、2015年の番組終了まで担当した。アイドリング!!!元メンバーによるユニット・メンテナンスや後継となるアイドルグループ・アイドルING!!!にも関わっている。

## 現在の担当番組
チーフプロデューサー
- 全力!脱力タイムズ[2][7]
- 冗談騎士（BSフジ）
- 見逃せない瞬間 ハイパーMAX

プロデューサー・演出・協力など
- この指と〜まれ!
- 千鳥のクセがスゴいネタGP
- TOKYO IDOL FESTIVAL
- 梅酒の休肝日（SHOWROOM）
- 呼び出し先生タナカ
- すとぷりのHere!We!GO!!
- 川島明の芸能界㊙通信簿

## 過去の担当番組
制作
- 新春 鶴瓶大新年会
- ホメられてノビるくん
- 5LDK
- アイドリング!!!（統括）

企画・監修
- THE THREE THEATER
- 爆笑レッドカーペット（一時期はチーフプロデューサー）
  - 爆笑ピンクカーペット

チーフプロデューサー・演出
- クイズ!ヘキサゴン
  - クイズ!ヘキサゴンII（以前はプロデューサー・演出）[2]
- FNSの日26時間テレビ2009超笑顔パレード 爆笑!お台場合宿!!
- 新春かくし芸大会（第39回（2002年）総合演出・第43回（2006年）以後総合プロデューサー）[2]
- FNSの日26時間テレビ2010超笑顔パレード“絆〜爆笑!お台場合宿!!〜”
- TOKYO IDOL TV（BSフジ、フジテレビ）
- ブラックテキスト
- TOKYO IDOL PROJECT（フジテレビNEXT ライブ・プレミアム）

チーフプロデューサー
- 世界おもしろ珍メダル バカデミービデオ大賞
- 初詣!爆笑ヒットパレード
- メントレG
- ショーパン（火曜担当）
- カトパン（火曜担当）
- アヤパン
- チノパン
- エブナイ
- FNS人気番組対抗!オールスタークイズ
- (株)世界衝撃映像社
- オモバカ8
- 3秒後のキセキ
- ヤマサキパン
- YOU vs. 7
- なかよしテレビ
- 百識王
- 冗談手帳（BSフジ）
- アイドルING!!!〜ネクスト育成ング!!!（FRESH LIVE）

総合演出・プロデューサー
- アイドリアル〜アイドルの今を切り取る〜
- セッさんフルさんの今夜もすべらNight（SHOWROOM）
- エブナイＳＡＴ
- 年度検定
- キャッシュキャブ

プロデューサー
- 音箱登龍門
  - 登龍門ヒットパレード
- Friday Night LIVE（フジテレビ721）
- クイズ!年の差なんて2006
- ザ・ベストハウス123
- LIVE STUDIO721（フジテレビ721）
- R-1ぐらんぷり（2009年度）
- ハイスクールマンザイ（2011年度 - ）
- MUSIC PROGRAM「LOVE or NOT♪」（FOD、dTV）
- クイズ!ボンバーワン（TBSテレビ）
- 猫舌SHOWROOM（SHOWROOM）番組立ち上げ初期

ディレクター
- なるほど!ザ・ワールド[2]
- クイズ!年の差なんて
- とんねるずのみなさんのおかげです[2]
- とんねるずのみなさんのおかげでした
- daiba:ba
- HEY!HEY!HEY! MUSIC CHAMP
- MUSIC HAMMER
- DAIBAッテキ!!
- FNS歌謡祭

## 神原班
フジテレビ音組の中でも主にバラエティ番組制作を担当していた。
- 三浦淳（「クイズ!ヘキサゴンⅡ」プロデューサー、後にゼネラルプロデューサー・チーフプロデューサー→現テレビ朝日）
- 太田一平（「メントレG」ディレクター、後にバラエティー制作センター企画担当部長→現共同テレビジョン）
- 藪木健太郎（「爆笑レッドカーペット」演出・プロデューサー）
- 朝妻一（「爆笑レッドカーペット」プロデューサー）
- 小仲正重（「(株)世界衝撃映像社」「なかよしテレビ」演出、現在はバラエティ制作局バラエティ制作部長）
- 挾間英行（「5LDK」プロデューサー）
- 田中孝明（「クイズ!ヘキサゴンⅡ」ディレクター、「百識王」演出）
- 大江菊臣（「5LDK」ディレクター）
- 松本祐紀（「爆笑レッドカーペット」ディレクター、「5LDK」演出、現在はバラエティ制作局部長職CP）
- 堀川香奈（「クイズ!ヘキサゴンⅡ」AD→ディレクター、現在はバラエティ制作局CP）

## 本人出演番組
- @JAM THE WORLDアフタートーク（SHOWROOM、2017年3月13日）[要出典]
- HITS ONE powered billboard JAPAN（TSONE、2017年5月10日）[8]
- 猫舌SHOWROOM「豪の部屋」（SHOWROOM、2020年8月18日）※番組担当を外れた後の出演

※本人担当番組のものを除く